# André Alen
André Alfons Benediktus baron Alen (Assent, 25 september 1950) was gedurende 20 jaar Belgische rechter bij het Grondwettelijk Hof. De laatste zes jaar zat hij het Hof voor. Hij is ook buitengewoon hoogleraar aan de KU Leuven waar hij tot zijn emeritaat staatsrecht doceerde aan de studenten in de eerste Bachelor Rechten. Hij staat bekend voor zijn creativiteit bij het oplossen van grondwettelijke problemen, zoals de mini-koningskwestie in 1990.

## Opleiding
- Licentiaat in de rechten (KU Leuven, 1973)
- Doctor in de rechten (KU Leuven, 1983)

## Loopbaan
- Juridisch adviseur (1973)
- Advocaat (1976-1978)
- Assistent (KU Leuven, 1973-1977), docent (Provinciaal Hoger Instituut voor Bestuurswetenschappen Antwerpen, 1979-1986), (hoofd)docent (RUG, 1984-1992 en KU Leuven, 1986-1992), gewoon hoogleraar (KU Leuven, 1992-2001), buitengewoon hoogleraar (UGent, 1992-1994, UCL, 1997-1998 en KU Leuven, vanaf 2001)
- Directeur van de Vereniging van Belgische Provincies (1982-1986)
- Adviseur van de minister van justitie (1978), opdrachthouder bij het kabinet van de eerste minister (1978), adjunct-kabinetschef van de vice-eersteminister (1978-1979), adjunct-kabinetschef van de eerste minister (1979-1981), kabinetschef van de minister voor institutionele hervormingen (1981-1984), erekabinetschef van de eerste minister (1984-1987); eresecretaris van de ministerraad (1985-1992)
- Assessor van de afdeling wetgeving van de Raad van State (1992-2001).
- Rechter in het Grondwettelijk Hof (vroeger Arbitragehof) sinds 16 maart 2001
- Rechter ad hoc in het Europees Hof voor de Rechten van de Mens sinds 1 juni 2010
- Voorzitter van het Grondwettelijk Hof van 9 januari 2014 tot 31 januari 2016. Op 17 februari 2018 begon Alen aan een nieuwe termijn, met 24 september 2020 als einddatum

Alen werd in 1994 in de Belgische adel opgenomen met de titel van baron.

## Eretekens
- Grootlint in de Leopoldsorde
- Grootkruis in de Kroonorde

- Bibsys: 90630175
- Bibliothèque nationale de France: cb12391020p (data)
- CiNii: DA06125949
- Gemeinsame Normdatei: 171475933
- International Standard Name Identifier: 0000 0001 1444 3433
- Library of Congress Control Number: n81045094
- Nationale Bibliotheek van Tsjechië: xx0265853
- Nationale bibliotheek van Australië: 36132148
- Nationale Bibliotheek van Israël: 987007432670905171
- Nederlandse Thesaurus van Auteursnamen: 067513751
- Réseau des bibliothèques de Suisse occidentale: 02-A002917307
- Istituto Centrale per il Catalogo Unico: UR1V000293
- Système universitaire de documentation: 032998112
- Trove: 1217546
- Virtual International Authority File: 54231129
- WorldCat: E39PBJy4dJt83f9WhfbPVJVKVC